# Noord-Willemskanaal
Het Noord-Willemskanaal (ook: Willemsvaart of kortweg Vaart) is de scheepvaartverbinding tussen de Drentsche Hoofdvaart ten westen van Assen (Asserwijk) en de stad Groningen (Zuiderhaven), ongeveer evenwijdig aan de A28. Het ligt in de Nederlandse provincies Drenthe en Groningen. Het kanaal is 38 km lang en heeft een diepte van 2 m.
Hoewel de meeste vaarwegen in Nederland zijn aangelegd door overheden, is het Noord-Willemskanaal aangelegd door een commerciële onderneming, de Noordwillemskanaal-Maatschappij. De concessie werd in 1858 verleend, in 1861 werd het traject voor de scheepvaart opengesteld. Het kanaal is genoemd naar koning Willem III. Het werd eerst Willemsvaart genoemd en omdat in Noord-Brabant zich al een Willemsvaart bevond, werd de aanduiding Noord hieraan toegevoegd. Later werd de naam gewijzigd in kanaal, waarbij de toevoeging Noord bleef. Er zijn overigens nog twee andere Willemsvaarten: de Willemsvaart bij Zwolle en de Willemsvaart in Zuidoost-Drenthe.
In Groningen is een verbinding via het Eendrachtskanaal met het Hoendiep en via het Verbindingskanaal met het Eemskanaal en het Van Starkenborghkanaal.
Via de Nijveensterkolk is het voor kleine boten mogelijk om van het Paterswoldsemeer naar het Noord-Willemskanaal te varen.
Het kanaal heeft drie schutsluizen:
- Sluis Peelo ten noorden van Assen;
- Sluis Yde-Vries (Sluis III), ongeveer 1½ km ten noorden van Vries (Vriezerbrug);
- Sluis De Punt (Sluis IV), bij De Punt.

Omdat het kanaal ten zuiden van de stad Groningen grotendeels samenvalt met het riviertje Hoornsediep (het 'Groningse' deel van de Drentsche Aa), is dit gedeelte ook met de naam Hoornsediep aangeduid; een straatnaam langs het kanaal houdt de relatie in stand.
De Hoornsedijk, de slingerende dijk tussen het kanaal en de twee overgebleven gedeelten van het Hoornsediepje, is een geliefd onderdeel van fietstochtjes van de stadjers. Het Pieterpad loopt ook over deze dijk.

## Kenmerken van de vaarweg
Het hele kanaal is CEMT-klasse II. Het kanaal heeft een vaardiepte tussen KP -3,90 m en -2,80 m. Vanaf de Drentsche Hoofdvaart tot het havenkanaal van Assen zijn toegestaan schepen van maximaal 65 m lengte, 6,60 m breed en met een diepgang van 1,90 m. Na het havenkanaal van Assen tot aan Groningen zijn toegestaan schepen van maximaal 65 m lengte, 7,30 m breed en met een diepgang van 2,50 m.
In de jaren-2020 legde Rijkswaterstaat natuurlijke oevers aan langs het kanaal om de visstand te verbeteren. Dit zou de voedselsituatie ten goede komen en meer schuil- en paaiplekken bieden aan de vissen. Als eerste resultaat werd de komst van de rietvoorn gemeld.

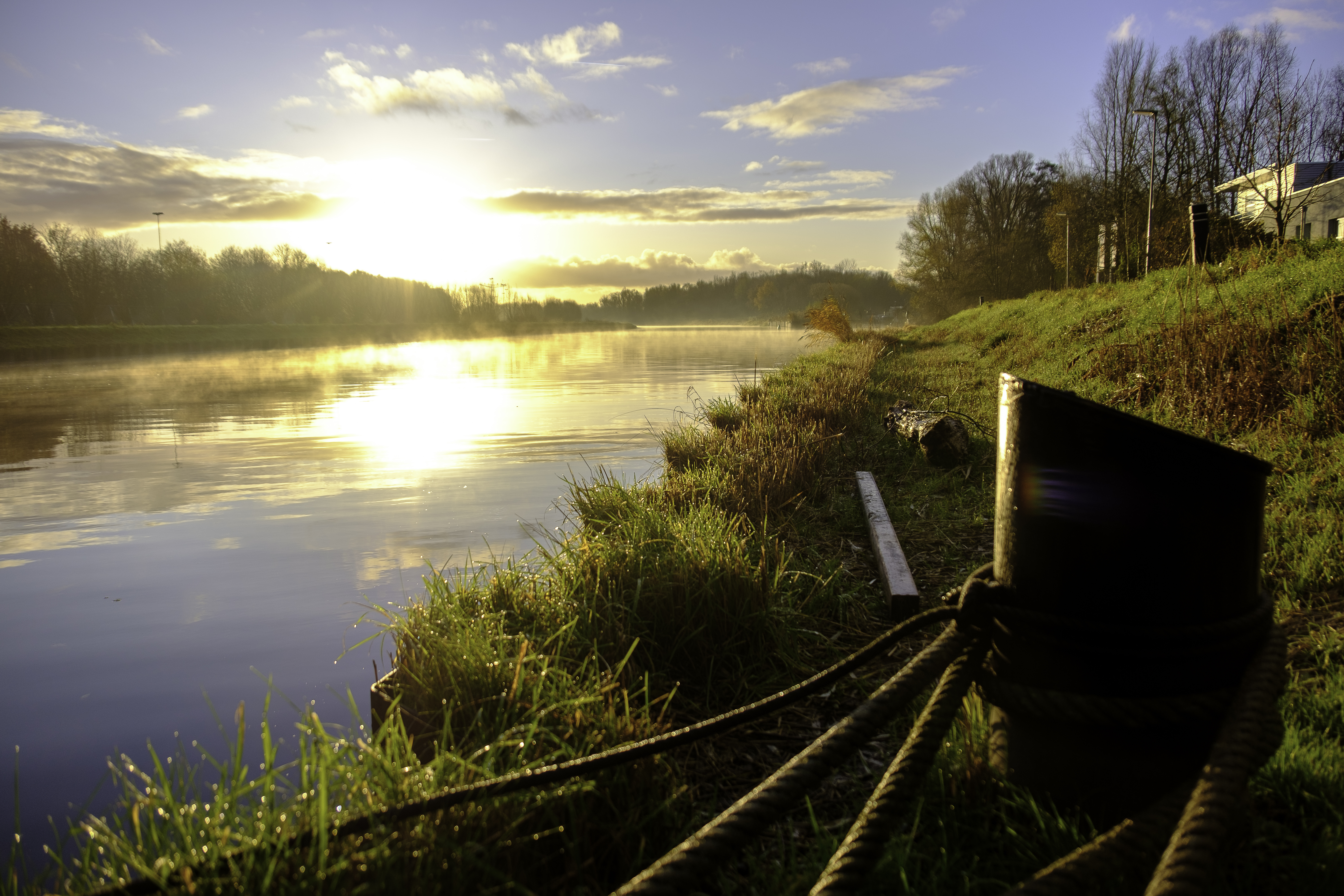
Het Noord-Willemskanaal bij de stad Groningen op een mistige ochtend
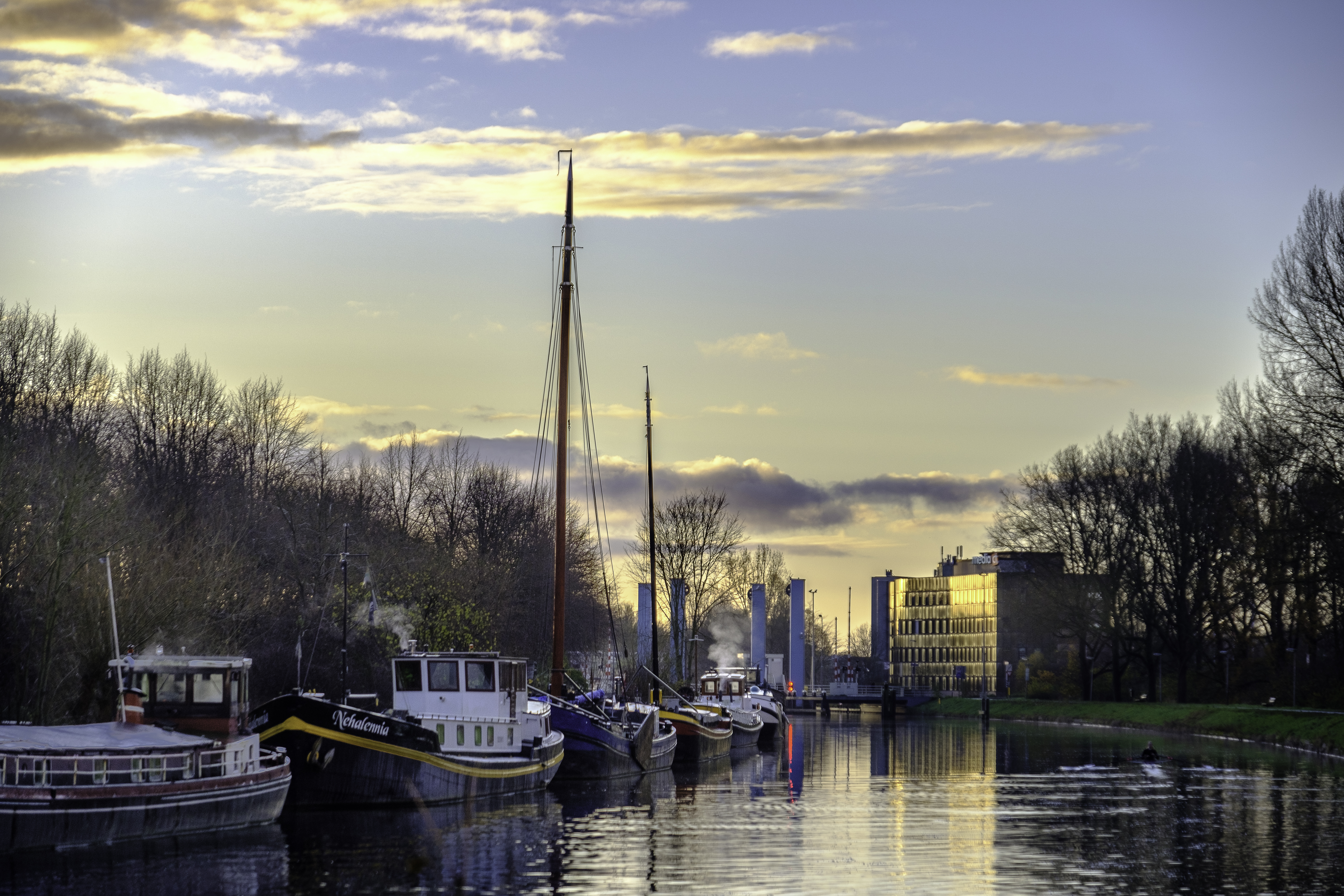
Woonboten aan het kanaal
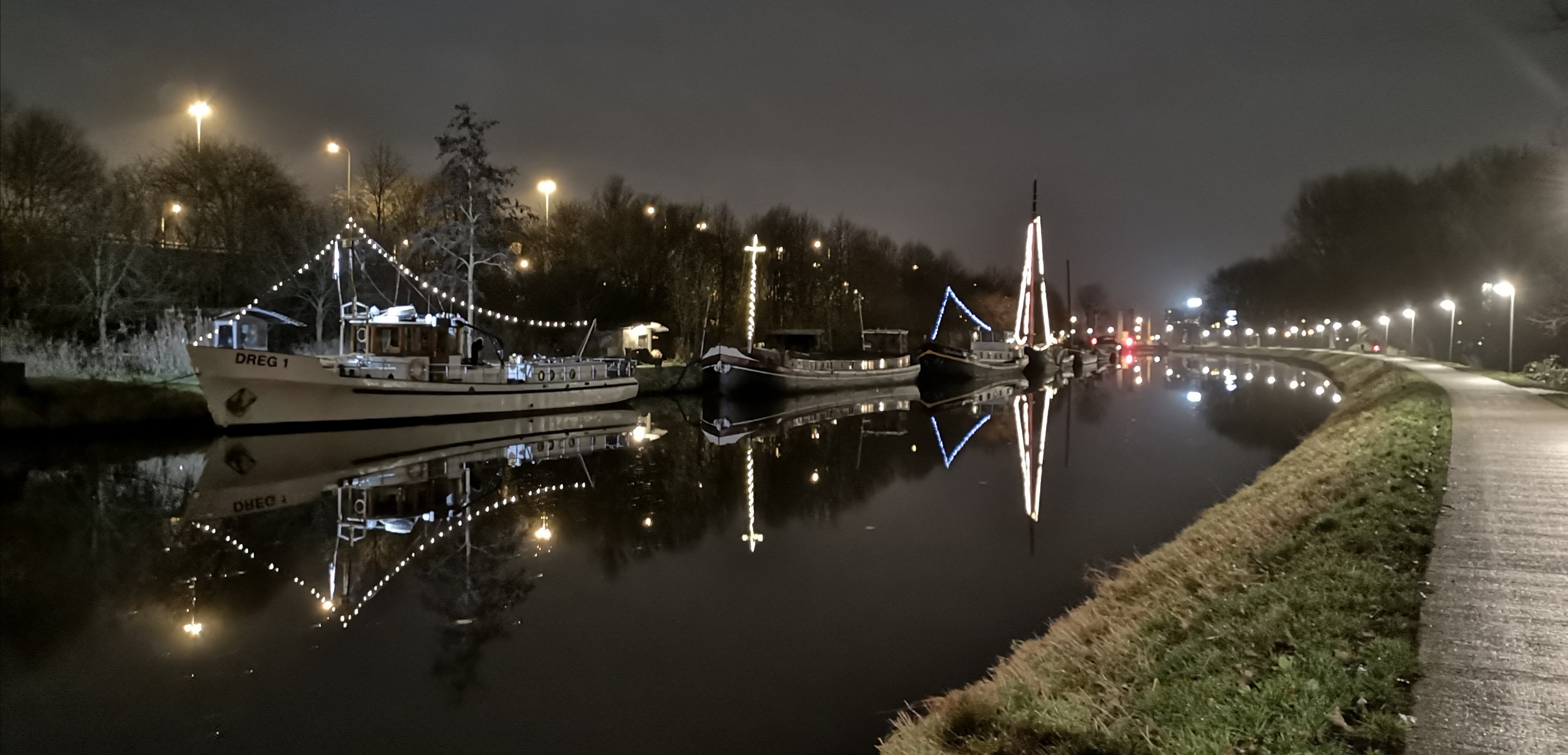
Woonboten bij avond
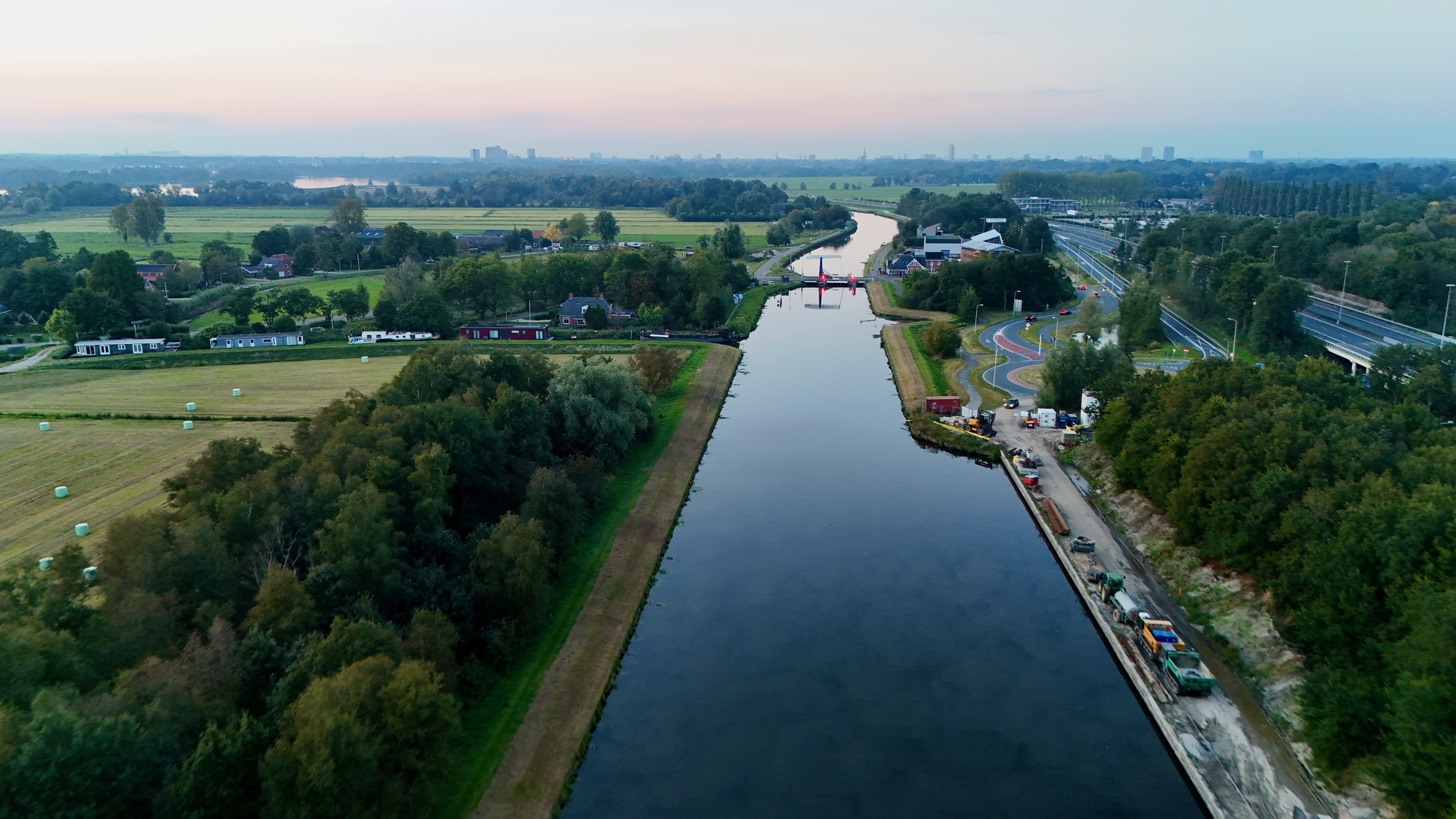
Luchtfoto van Noord-Willemskanaal bij Haren, met zicht op Groningen